# Za Dworem (Rozdziele)

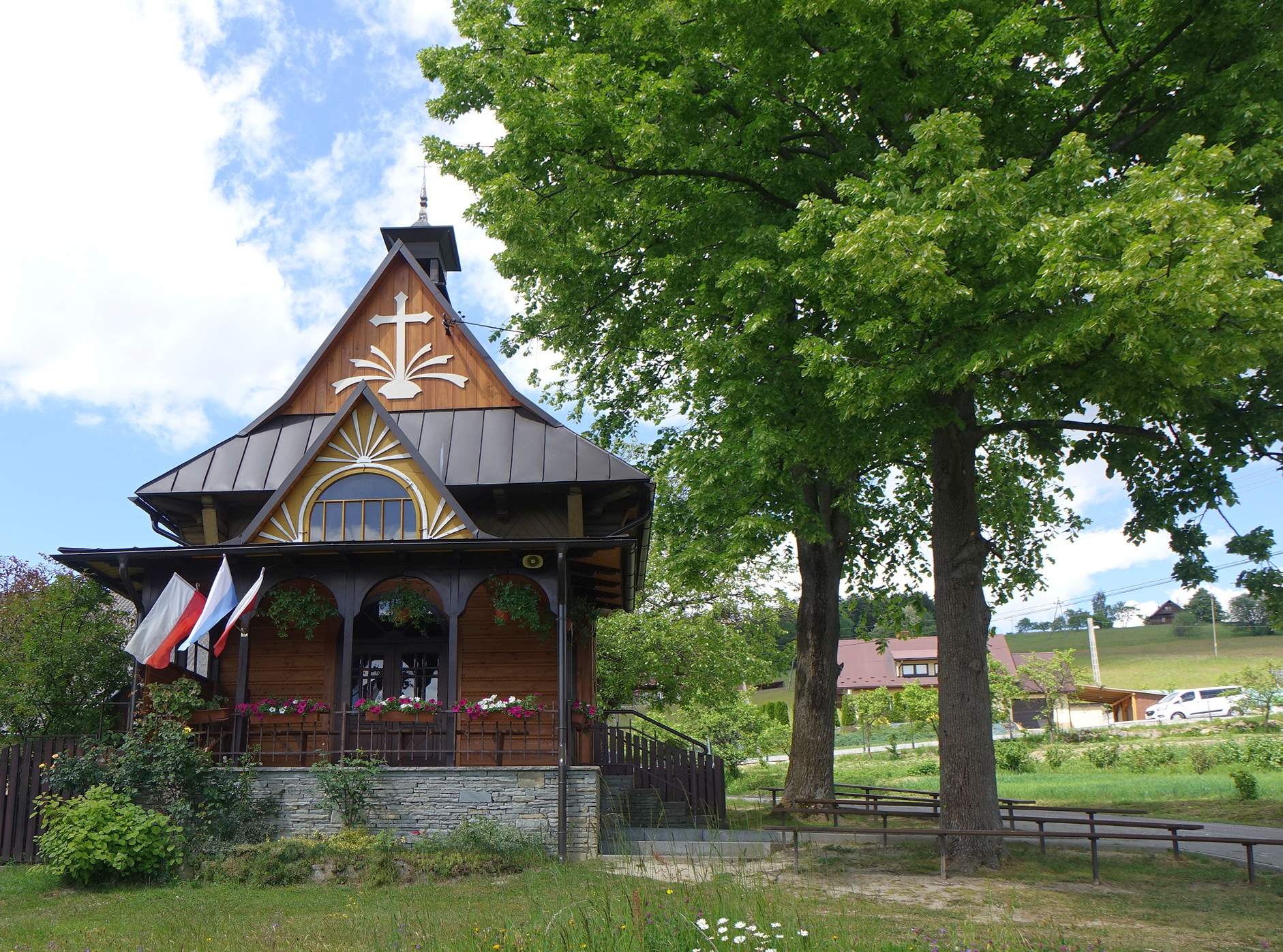
Kaplica pod lipami w przysiółku Dwór w Rozdzielu

Za Dworem, również Dwór – część wsi Rozdziele w Polsce, położona w województwie małopolskim, w powiecie bocheńskim, w gminie Żegocina. Wchodzi w skład sołectwa Rozdziele.

W latach 1975–1998 przysiółek Za Dworem należał administracyjnie do województwa tarnowskiego.
Nazwa przysiółka Za Dworem  wywodzi się od jego położenia na wschód od dawnego dworu drewnianego, przez długie lata będącego własnością rodziny Garlickich. Znajduje się tutaj kaplica Niepokalanego Serca Maryi zwana pod lipami ponieważ wokół kaplicy rosną okazałe lipy, toteż część tego osiedla znajdująca się powyżej kaplicy przyjęła nazwę  Za Lipami.